# Vera Leuschner
Vera Leuschner, geborene Schelcher (* 1948 in Pillnitz bei Dresden), ist eine deutsche Kunsthistorikerin und Autorin.

## Leben
Leuschner wuchs in Ost-Berlin und Helmstedt auf. Sie studierte Kunstgeschichte und Geschichte in Göttingen und Berlin. Über die Handzeichnungen des Malers Carl Friedrich Lessing promovierte sie an der Georg-August-Universität Göttingen 1978 zum Dr. phil. In Kassel und Umgebung war sie als Dozentin freiberuflich tätig. Von 1977 bis 2019 engagierte sie sich in der Kunstvermittlung, für Kasseler Museen und die Ausstellung documenta (X, 11, 12, 13 und 14). Als freie wissenschaftliche Mitarbeiterin wirkte sie von 1980 bis 1990 am Brüder-Grimm-Museum Kassel.

## Schriften (Auswahl)
- Der Landschafts- und Historienmaler Carl Friedrich Lessing (1808–1880). In: Wend von Kalnein: Die Düsseldorfer Malerschule. Verlag Philipp von Zabern, Mainz 1979, ISBN 3-8053-0409-9, S. 86–97.
- mit Rudolf Theilmann: Carl Friedrich Lessing 1808–1880. Handzeichnungen aus dem Cincinnati Art Museum. Ausstellungskatalog, Karlsruhe 1980.
- Carl Friedrich Lessing 1808–1880: Die Handzeichnungen. Böhlau Verlag, Köln 1982, ISBN 978-3-4120-5681-0, 2 Bände.
- mit Ingrid Koszinowski: Ludwig Emil Grimm 1790–1863: Maler, Zeichner, Radierer. Verlag Weber & Weidemeyer, Kassel 1985, ISBN 978-3-9252-7202-8.
- Malwida von Meysenbug. „Die Malerei war immer meine liebste Kunst“ (= Sonderveröffentlichungen des Naturwissenschaftlichen und Historischen Vereins für das Land Lippe, Band 61/12). Verlag für Regionalgeschichte, Aschendorff Verlag, Münster 2002, ISBN 978-3-8953-4361-2.
- mit Ruth Stummann-Bowert (Hrsg.): Malwida von Meysenbug zum 100. Todestag. Verlag Winfried Jenior, Kassel 2003, ISBN 978-3-9343-7768-4.
- als Herausgeber: Die Zierenberger Stadtkirche und ihre mittelalterlichen Wandmalereien. (= Arbeitshefte des Landesamtes für Denkmalpflege Hessen, 21). Symposium am 1. Dezember 2006, Theiss, Stuttgart 2011, ISBN 978-3-8062-2638-6.